# روبرت جيبس (سياسي)
روبرت جيبس (بالإنجليزية: Robert Gibbs)‏ هو سياسي أمريكي، ولد في 29 مارس 1971 في أوبورن في الولايات المتحدة. حزبياً، نشط في الحزب الديمقراطي. وقد انتخب موظف مدني وانتخب السكرتير الصحفي للبيت الأبيض باراك أوباما (20 يناير 2009 – 11 فبراير 2011).